# Hanžeković Memorial 2009
Il Hanžeković Memorial 2009 è stata l'edizione 2009 del Hanžeković Memorial, meeting di atletica leggera che si tiene a Zagabria dal 1951. L'evento è dedicato all'atleta Boris Hanžeković.

## Maschile

### 100 mt
| Pos. | Atleta             | Nazione                      | Tempo |
| ---- | ------------------ | ---------------------------- | ----- |
| 1    | Darvis Patton      | Stati Uniti (bandiera)       | 9.94  |
| 2    | Michael Rodgers    | Stati Uniti (bandiera)       | 9.97  |
| 3    | Nesta Carter       | Giamaica (bandiera)          | 10.04 |
| 4    | Emmanuel Callander | Trinidad e Tobago (bandiera) | 10.11 |
| 5    | Bryan Barnett      | Canada (bandiera)            | 10.29 |
| 6    | Ronald Pognon      | Francia (bandiera)           | 10.30 |
| 7    | Michael Frater     | Giamaica (bandiera)          | 10.32 |
| 8    | Monzavous Edwards  | Stati Uniti (bandiera)       | 10.33 |

### 1500 mt
| Pos. | Atleta                    | Nazione                | Tempo   |
| ---- | ------------------------- | ---------------------- | ------- |
| 1    | Belal Mansoor Ali         | Brunei (bandiera)      | 3:36.20 |
| 2    | William Biwott Tanui      | Kenya (bandiera)       | 3:36.21 |
| 3    | Lopez Lomong              | Stati Uniti (bandiera) | 3:37.80 |
| 4    | Álvaro Fernández          | Spagna (bandiera)      | 3:38.73 |
| 5    | Collis Birmingham         | Australia (bandiera)   | 3:39.10 |
| 6    | Isaac Kiprono Songok      | Kenya (bandiera)       | 3:39.28 |
| 7    | Mangata Kimai Ndiwa       | Kenya (bandiera)       | 3:39.75 |
| 8    | Tiidrek Nurme             | Estonia (bandiera)     | 3:40.60 |
| 9    | Francisco Javier Abad     | Spagna (bandiera)      | 3:40.75 |
| 10   | Diego Ruiz                | Spagna (bandiera)      | 3:40.76 |
| 11   | Kristof van Malderen      | Belgio (bandiera)      | 3:41.06 |
| 12   | Nicholas Bromley          | Australia (bandiera)   | 3:42.69 |
| 13   | Evan Jager                | Stati Uniti (bandiera) | 3:43.11 |
| 14   | Nicholas Kiptanui Kemboi  | Kenya (bandiera)       | 3:51.08 |
| DNF  | Philemon Kipkorir Kimutai | Kenya (bandiera)       |         |

### 110 hs
| Pos. | Atleta           | Nazione                | Tempo |
| ---- | ---------------- | ---------------------- | ----- |
| 1    | Ryan Brathwaite  | Barbados (bandiera)    | 13.35 |
| 2    | David Oliver     | Stati Uniti (bandiera) | 13.41 |
| 3    | Artur Noga       | Polonia (bandiera)     | 13.48 |
| 4    | Maurice Wignall  | Giamaica (bandiera)    | 13.48 |
| 5    | Petr Svoboda     | Rep. Ceca (bandiera)   | 13.57 |
| 6    | Joel Brown       | Stati Uniti (bandiera) | 13.63 |
| 7    | Richard Phillips | Giamaica (bandiera)    | 14.03 |
| 8    | Jurica Grabušic  | Croazia (bandiera)     | 14.09 |

### 400 hs
| Pos. | Atleta           | Nazione                    | Tempo |
| ---- | ---------------- | -------------------------- | ----- |
| 1    | Isa Phillips     | Giamaica (bandiera)        | 48.51 |
| 2    | Felix Sánchez    | Rep. Dominicana (bandiera) | 48.82 |
| 3    | Bershawn Jackson | Stati Uniti (bandiera)     | 48.83 |
| 4    | Rhys Williams    | Regno Unito (bandiera)     | 49.60 |
| 5    | Markino Buckley  | Giamaica (bandiera)        | 50.32 |
| 6    | Andreas Totsås   | Norvegia (bandiera)        | 51.56 |
| 7    | Milan Kotur      | Croazia (bandiera)         | 51.64 |
| 8    | Micheal Tinsley  | Stati Uniti (bandiera)     | 52.04 |

### Salto in lungo
| Pos. | Atleta            | Nazione                | Dist. |
| ---- | ----------------- | ---------------------- | ----- |
| 1    | Yahya Berrabah    | Marocco (bandiera)     | 8.15  |
| 2    | Viktor Kuznyetsov | Ucraina (bandiera)     | 7.96  |
| 3    | Marko Prugovecki  | Croazia (bandiera)     | 7.72  |
| 4    | Henry Frayne      | Australia (bandiera)   | 7.61  |
| 5    | Roman Novotný     | Rep. Ceca (bandiera)   | 7.57  |
| 6    | Bashir Ramzy      | Stati Uniti (bandiera) | 7.52  |
| 7    | J.J. Jegede       | Regno Unito (bandiera) | 7.29  |

### Getto del peso
| Pos. | Atleta             | Nazione                         | Dist. |
| ---- | ------------------ | ------------------------------- | ----- |
| 1    | Christian Cantwell | Stati Uniti (bandiera)          | 22.16 |
| 2    | Tomasz Majewski    | Polonia (bandiera)              | 21.47 |
| 3    | Andrei Mikhnevich  | Bielorussia (bandiera)          | 20.93 |
| 4    | Daniel Taylor      | Stati Uniti (bandiera)          | 20.64 |
| 5    | Nedžad Mulabegovic | Croazia (bandiera)              | 20.18 |
| 6    | Dylan Armstrong    | Canada (bandiera)               | 19.95 |
| 7    | Miroslav Vodovnik  | Slovenia (bandiera)             | 19.93 |
| 8    | Lajos Kürthy       | Ungheria (bandiera)             | 19.61 |
| 9    | Asmir Kolašinac    | Serbia (bandiera)               | 19.57 |
| 10   | Hamza Alic         | Bosnia ed Erzegovina (bandiera) | 19.50 |
| 11   | Marin Premeru      | Croazia (bandiera)              | 17.92 |

### Lancio del martello
| Pos. | Atleta                 | Nazione               | Dist. |
| ---- | ---------------------- | --------------------- | ----- |
| 1    | Primož Kozmus          | Slovenia (bandiera)   | 81.77 |
| 2    | Krisztián Pars         | Ungheria (bandiera)   | 79.18 |
| 3    | Aleksey Zagornyi       | Russia (bandiera)     | 78.88 |
| 4    | Szymon Ziólkowski      | Polonia (bandiera)    | 78.71 |
| 5    | Ali Mohamed Al-Zinkawi | Kuwait (bandiera)     | 78.52 |
| 6    | András Haklits         | Croazia (bandiera)    | 77.65 |
| 7    | Sergej Litvinov        | Germania (bandiera)   | 76.99 |
| 8    | Libor Charfreitag      | Slovacchia (bandiera) | 73.62 |
| 9    | Kristóf Németh         | Ungheria (bandiera)   | 72.11 |

## Femminile

### 100 mt
| Pos. | Atleta                  | Nazione             | Tempo |
| ---- | ----------------------- | ------------------- | ----- |
| 1    | Veronica Campbell-Brown | Giamaica (bandiera) | 11.15 |
| 2    | Verena Sailer           | Germania (bandiera) | 11.39 |
| 3    | Ivet Lalova             | Bulgaria (bandiera) | 11.64 |
| 4    | Ezinne Okparaebo        | Norvegia (bandiera) | 11.66 |
| 5    | Cathleen Tschirch       | Germania (bandiera) | 11.77 |
| 6    | Maja Golub              | Croazia (bandiera)  | 11.84 |
| 7    | Simone Facey            | Giamaica (bandiera) | 11.85 |
| DNS  | Pia Tajnikar Edwards    | Slovenia (bandiera) |       |

### 400 mt
| Pos. | Atleta                   | Nazione                | Tempo |
| ---- | ------------------------ | ---------------------- | ----- |
| 1    | Tatyana Firova           | Russia (bandiera)      | 50.80 |
| 2    | Novlene Williams-Mills   | Giamaica (bandiera)    | 50.96 |
| 3    | Shericka Williams        | Giamaica (bandiera)    | 51.14 |
| 4    | Monica Hargrove          | Stati Uniti (bandiera) | 51.19 |
| 5    | Anastasiya Kapachinskaya | Russia (bandiera)      | 51.52 |
| 6    | Shereefa Lloyd           | Giamaica (bandiera)    | 51.91 |
| 7    | Lee McConnell            | Regno Unito (bandiera) | 52.41 |
| 8    | Vibecke Brun             | Norvegia (bandiera)    | 56.53 |

### 800 mt
| Pos. | Atleta                    | Nazione              | Tempo   |
| ---- | ------------------------- | -------------------- | ------- |
| 1    | Mariya Savinova           | Russia (bandiera)    | 1:59.38 |
| 2    | Janeth Jepkosgei Busienei | Kenya (bandiera)     | 1:59.94 |
| 3    | Elena Kofanova            | Russia (bandiera)    | 2:00.19 |
| 4    | Mayte Martínez            | Spagna (bandiera)    | 2:00.21 |
| 5    | Kenia Sinclair            | Giamaica (bandiera)  | 2:00.33 |
| 6    | Oksana Zbrozhek           | Russia (bandiera)    | 2:00.62 |
| 7    | Anna Rostkowska           | Polonia (bandiera)   | 2:00.65 |
| 8    | Ingvill Måkestad          | Norvegia (bandiera)  | 2:02.05 |
| 9    | Madeleine Pape            | Australia (bandiera) | 2:03.08 |
| DNF  | Tatyana Levina            | Russia (bandiera)    |         |

### 3000 mt
| Pos. | Atleta                   | Nazione             | Tempo   |
| ---- | ------------------------ | ------------------- | ------- |
| 1    | Wude Ayalew              | Etiopia (bandiera)  | 8:37.12 |
| 2    | Iness Chepkesis Chenonge | Kenya (bandiera)    | 8:40.60 |
| 3    | Lidia Chojecka           | Polonia (bandiera)  | 8:41.83 |
| 4    | Milcah Chemos Cheywa     | Kenya (bandiera)    | 8:43.92 |
| 5    | Kseniya Agafonova        | Russia (bandiera)   | 8:47.82 |
| 6    | Natalya Popkova          | Russia (bandiera)   | 8:57.70 |
| 7    | Marina Muncan            | Serbia (bandiera)   | 9:17.04 |
| 8    | Katarzyna Kowalska       | Polonia (bandiera)  | 9:28.44 |
| DNF  | Mardrea Hyman            | Giamaica (bandiera) |         |

### 100 hs
| Pos. | Atleta                 | Nazione                | Tempo |
| ---- | ---------------------- | ---------------------- | ----- |
| 1    | Dawn Harper            | Stati Uniti (bandiera) | 12.67 |
| 2    | Delloreen Ennis-London | Giamaica (bandiera)    | 12.76 |
| 3    | Derval O'Rourke        | Irlanda (bandiera)     | 13.08 |
| 4    | Lacena Golding-Clarke  | Giamaica (bandiera)    | 13.14 |
| 5    | Danielle Carruthers    | Stati Uniti (bandiera) | 13.37 |
| 6    | Irina Lenskiy          | Israele (bandiera)     | 13.40 |
| 7    | Lucie Škrobáková       | Rep. Ceca (bandiera)   | 13.48 |

### 400 hs
| Pos. | Atleta                | Nazione             | Tempo |
| ---- | --------------------- | ------------------- | ----- |
| 1    | Kaliese Spencer       | Giamaica (bandiera) | 54.69 |
| 2    | Melaine Walker        | Giamaica (bandiera) | 55.02 |
| 3    | Natalya Antyukh       | Russia (bandiera)   | 55.38 |
| 4    | Anna Jesien           | Polonia (bandiera)  | 55.46 |
| 5    | Natalya Ivanova       | Russia (bandiera)   | 57.03 |
| 6    | Anastasiya Rabchenyuk | Ucraina (bandiera)  | 57.43 |
| 7    | Anastasia Ott         | Russia (bandiera)   | 57.98 |

### Salto in alto
| Pos. | Atleta            | Nazione                | Dist. |
| ---- | ----------------- | ---------------------- | ----- |
| 1    | Blanka Vlašić     | Croazia (bandiera)     | 2.08  |
| 2    | Anna Chicherova   | Russia (bandiera)      | 1.94  |
| 3    | Svetlana Shkolina | Russia (bandiera)      | 1.94  |
| 4    | Tatyana Kivimyagi | Russia (bandiera)      | 1.90  |
| 5    | Elena Slesarenko  | Russia (bandiera)      | 1.90  |
| 6    | Levern Spencer    | Saint Lucia (bandiera) | 1.85  |
| 7    | Deirdre Ryan      | Irlanda (bandiera)     | 1.85  |
| 8    | Ana Šimic         | Croazia (bandiera)     | 1.75  |

### Salto triplo
| Pos. | Atleta            | Nazione                | Dist. |
| ---- | ----------------- | ---------------------- | ----- |
| 1    | Mabel Gay         | Cuba (bandiera)        | 14.58 |
| 2    | Biljana Topic     | Serbia (bandiera)      | 14.51 |
| 3    | Dana Veldáková    | Slovacchia (bandiera)  | 14.07 |
| 4    | Nadezhda Alekhina | Russia (bandiera)      | 14.00 |
| 5    | Viktoriya Gurova  | Russia (bandiera)      | 13.90 |
| 6    | Anna Pyatykh      | Russia (bandiera)      | 13.80 |
| 7    | Erica McLain      | Stati Uniti (bandiera) | 13.48 |
| 8    | Petia Dacheva     | Bulgaria (bandiera)    | 13.33 |

### Lancio del disco
| Pos. | Atleta                  | Nazione                | Dist. |
| ---- | ----------------------- | ---------------------- | ----- |
| 1    | Yarelis Barrios         | Cuba (bandiera)        | 63.53 |
| 2    | Zaneta Glanc            | Polonia (bandiera)     | 62.24 |
| 3    | Wioletta Potepa         | Polonia (bandiera)     | 60.86 |
| 4    | Mélina Robert-Michon    | Francia (bandiera)     | 60.38 |
| 5    | Sandra Perkovic         | Croazia (bandiera)     | 59.74 |
| 6    | Dragana Tomaševic       | Serbia (bandiera)      | 59.36 |
| 7    | Anna Söderberg          | Svezia (bandiera)      | 57.43 |
| 8    | Vera Begic              | Croazia (bandiera)     | 56.15 |
| 9    | Stephanie Brown Trafton | Stati Uniti (bandiera) | 49.94 |